# Луиш Португальский, герцог Бежа
Инфант Луиш Португальский, герцог Бежа (3 марта 1506, Абрантиш — 27 ноября 1555, Марвила) — второй сын короля Португалии Мануэла I и Марии Арагонской. Один из главных действующих лиц Тунисской войны (1535).

## Биография
Луиш наследовал отцу как герцог Бежа; он также стал коннетаблем королевства Португалия и приором ордена Святого Иоанна Иерусалимского с португальской штаб-квартирой в городе Крату.

### Завоевание Туниса
Во время завоевания Туниса (1535 год) Луиш, шурин Карла V, командовал португальской армией. Португальский галеон Сан-Жуан-Баптиста, также известный как Ботафого, был специально запрошен Карлом V; это был самый мощный корабль в мире на тот момент, оснащённый 366 бронзовыми пушками. Именно таран Ботафого сломал цепи в Хальк-эль-Уэде, который защищал вход в порт Туниса. Это позволило христианскому союзному флоту добраться до города и завоевывать его.

### Семья
Луиш никогда не был женат, но имел сына от Иоланды Гомес, которая скончалась монахиней в Альмостере 16 июля 1568 года. Она была дочерью Педру Гомеса из Эвора. Возможно, что они были законными мужем и женой, а их дети — законными.
Их сын Антонио из Крату стал одним из претендентов на престол после смерти короля Португалии Себастьяна в катастрофической битве при Ксар-эль-Кебире и последовавшего затем династического кризиса. По мнению некоторых историков, он был королём Португалии примерно в течение одного месяца в 1580 году.
У них также могли быть другие сыновья по имени Хуан Гомес Португальский (1536—1610) и Жуан Гомес Португальский (род. 1540). Хуан 31 марта 1563 года стал одним из основателей Вилья-де-Санта-Мария-де-лос-Лагос, Новая Галисия, (позже переименованная в Лагос-де-Морено), в современном мексиканском штате Халиско.